# Spodnji Porčič
Spodnji Porčič – wieś w Słowenii, w gminie Lenart. W 2018 roku liczyła 244 mieszkańców.